# Medaller dels Jocs Olímpics d'hivern de 1988
El medaller dels Jocs Olímpics d'Hivern de 1988 presenta totes les medalles lliurades als esportistes guanyadors de les proves disputades en aquest esdeveniment, realitzat entre els dies 13 i 28 de febrer de 1988 a la ciutat de Calgary (Canadà).
Les medalles apareixen agrupades pels Comitès Olímpics Nacionals participants i s'ordenen de forma decreixent contant les medalles d'or obtingudes; en cas d'haver empat, s'ordena d'igual forma contant les medalles de plata i, en cas de mantenir-se la igualtat, es conten les medalles de bronze. Si dos equips tenen la mateixa quantitat de medalles d'or, plata i bronze, es llisten en la mateixa posició i s'ordenen alfabèticament.
La Unió Soviètica va tornar a ser la dominadora del medaller, tant en nombre general de medalles com en nombre de medalles d'or. Canadà, hoste de la competició, no aconseguí guanyar cap medalla. Àustria, una de les derrotades en l'edició anterior, aconseguí novament estar al capdavant de la taula.

## Medaller
| Jocs Olímpics d'hivern de 1988 | Jocs Olímpics d'hivern de 1988 | Jocs Olímpics d'hivern de 1988 | Jocs Olímpics d'hivern de 1988 | Jocs Olímpics d'hivern de 1988 | Anells Olímpics |
| Posició                        | CON                            | Or                             | Plata                          | Bronze                         | Total           |
| 1                              | Unió Soviètica                 | 11                             | 9                              | 9                              | 29              |
| 2                              | RDA                            | 9                              | 10                             | 6                              | 25              |
| 3                              | Suïssa                         | 5                              | 5                              | 5                              | 15              |
| 4                              | Finlàndia                      | 4                              | 1                              | 2                              | 7               |
| 5                              | Suècia                         | 4                              | 0                              | 2                              | 6               |
| 6                              | Àustria                        | 3                              | 5                              | 2                              | 10              |
| 7                              | Països Baixos                  | 3                              | 2                              | 2                              | 7               |
| 8                              | RFA                            | 2                              | 4                              | 2                              | 8               |
| 9                              | Estats Units                   | 2                              | 1                              | 3                              | 6               |
| 10                             | Itàlia                         | 2                              | 1                              | 2                              | 5               |
| 11                             | França                         | 1                              | 0                              | 1                              | 2               |
| 12                             | Noruega                        | 0                              | 3                              | 2                              | 5               |
| 13                             | Canadà                         | 0                              | 2                              | 3                              | 5               |
| 14                             | Iugoslàvia                     | 0                              | 2                              | 1                              | 3               |
| 15                             | Txecoslovàquia                 | 0                              | 1                              | 2                              | 3               |
| 16                             | Japó                           | 0                              | 0                              | 1                              | 1               |
| 16                             | Liechtenstein                  | 0                              | 0                              | 1                              | 1               |
| Total                          | Total                          | 46                             | 46                             | 46                             | 138             |